# لاري جين تايلور
لاري جين تايلور (بالإنجليزية: Larry Gene Taylor)‏ هو سياسي أمريكي، ولد في 7 أغسطس 1953، وتوفي في 6 يوليو 2005. انتخب عضو مجلس ولاية ميزوري وانتخب عضو مجلس نواب ولاية ميسوري.